# 하비에르 벨라스케스

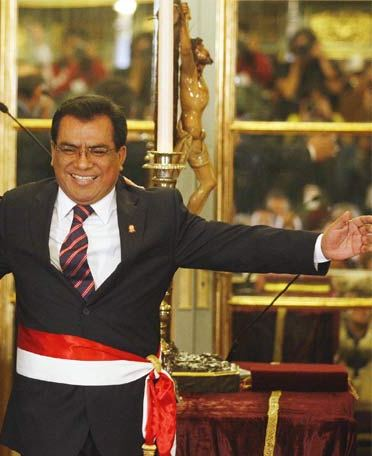
하비에르 벨라스케스

하비에르 벨라스케스 (Ángel Javier Velásquez Quesquén, 1959년 11월 9일 ~ )는 페루의 정치인이다. 2009년 7월 11일에 페루의 대통령 알란 가르시아는 벨라스케스를 페루의 총리로 임명하였으며, 다음날 7월 12일에 총리로 정식 취임하였다. 2010년 9월 13일에 총리직에서 물러났으며, 다음날 9월 14일에 호세 안토니오 창에게 자리를 물러주었다.
2007년 - 2011년 페루 의회에서 람바예케 지역의 국회의원을 했으며 2008년 - 2009년 임기 동안 국회의장을 역임했다. 현재 중도 좌파 아메리카혁명인민동맹 (Alianza Popular Revolucionaria Americana) 소속이다.

## 참고
1. ↑  AFP (2009년 7월 11일). “Peru names new prime minister”. 《AFP》 (Google). 2009년 7월 11일에 확인함.